# (8714) 1995 OT
A (8714) 1995 OT a Naprendszer kisbolygóövében található aszteroida. Yoshisada Shimizu és Urata Takesi fedezte fel 1995. július 24-én.